# Sophia Kokosalaki
Sophia Kokosalaki (1972 – 13 de outubro de 2019) foi uma designer de moda grega com sua própria marca em Londres. Com uma graduação da Central Saint Martins College of Art and Design de Londres, ela foi escolhida para desenhar as roupas da cerimônia de abertura e de encerramento dos Jogos Olímpicos de Verão de 2004, que foram cediados em sua cidade natal, Atenas. Nascida e educada na Grécia onde estudou literatura na Universidade de Atenas, Kokosalaki é considerada como uma "estrela ascendente" do Mundo Fashion londrino.
Após sua carreira ser lançada pela revista Vogue do Reino Unido, ela recebeu os prêmios Elle Designer, Art Foundation na categoria Moda em 2002 e o NewGeneration Design em 2004, e recebe regularmente editoriais das revistas Vogue, Harper's Bazaar e W. No outono de 2006 ela foi nomeada como diretora criativa no comando da marca Vionnet.
Sua marca registrada normalmente remete ao clássico drapeado grego combinado com elementos feitos à mão, numa fusão inovadora.Sua especialidade é vestidos leves e esvoaçantes, e seu trabalho com roupas de trico e couro tem sido elogiado.Com o intuito de produzir roupas que se mantenham sempre populares, Kokosalaki funde o velho com o novo.